# Ekke Nekkepenn
Ekke Nekkepenn (på førfrisisk Eke Nekepen) er en nordfrisisk sagnfigur. Ifølge sagnet lever figuren sammen med sin kone Ran på bunden af Vesterhavet og driller søfarere og beboerne på de nordfrisiske øer. Han modsvarer på mange punkter Ægir. En del af sagnet foregår på Hørnum Odde på Sild. Ekke blev forelsket i en ung pige fra Rantum, som blev tvunget til at give ham jaordet. Senere fortrød hun sit ja. Ekke lovede hende omsider, at hvis hun indenfor den næste aften kunne nævne ham ved hans fulde navn, så skulle hun få sin frihed igen. Men ingen kendte navnet, indtil hun ved stranden hørte en sang, der lød ud fra klitterne:
I dag vil jeg brygge;
 morgen vil jeg bage;
i overmorgen vil jeg bryllup holde.
Jeg hedder Ekke Nekkepenn,
min brud er Inge fra Rantum,
og det ved ingen uden jeg alene.
(dansk)
Delling skel ik bruu;
Miaren skel ik baak;
Aurmiaren wel ik Bröllep maak.
Ik jit Ekke Nekkepen,
Min Brid es Inge fan Raantem,
En dit weet nemmen üs ik aliining.
(sildfrisisk)
Daaling brau ik;
maaren skel wi baag;
auermaaren sekl wi bradlep haa.
Ik het Eke Nekepemn,
min bridj as Inge faan Rantem,
an det witj neemen üüs ik alian - üüs ik alian.
(førfrisisk)
Sagnets nuværende udformning går tilbage til forfatteren Christian Peter Hansen, som indsamlede en række fortællinger og folkesagn fra det nordfrisiske område og især fra sin hjemø Sild. Stoffet blev også indarbejdet i Theodor Storms novelle Die Regentrude fra 1863.